# Quer o Destino
Quer o Destino é uma telenovela portuguesa produzida pela Plural Entertainment, transmitida originalmente pela TVI de 23 de março de 2020 a 26 de outubro de 2020, substituindo semanas mais tarde Prisioneira e sendo substituída por Bem me Quer. Tratou-se da adaptação do original chileno Amanda e foi adaptada por Helena Amaral. Foi gravada em Salvaterra de Magos.
Conta com as participações de Sara Barradas, Pedro Teixeira, Pedro Sousa, Filipe Vargas e Isaac Alfaiate nos papeis principais da trama.
Foi reposta pelo canal TVI Ficção entre 8 de janeiro de 2022 e 24 de agosto de 2022, substituindo Remédio Santo e sendo substituída por Feitiço de Amor.
Foi reposta pela segunda vez pela TVI Ficção entre 07 de julho e 27 de julho de 2024, sendo cancelada menos de um mês de sua exibição devido ao anúncio do encerramento do canal, sendo substituída pela extensão dos capítulos de A Única Mulher. Foi a segunda novela do canal a ter sua exibição cancelada depois da segunda reposição de Ouro Verde.
Está sendo reapresentada pela terceira vez, desta vez no entanto, através da versão FAST da TVI Ficção exclusivo do serviço de streaming TVI Player desde 14 de fevereiro de 2025, sendo uma das primeira novelas exibidas pela nova versão do canal.

## Sinopse
“Quer o Destino” é a história de amor e de vingança de uma mulher que, já adulta, regressa ao local onde foi violada e onde virá a ser surpreendida com a sua capacidade de superação e, também, com algumas das mais vis expressões de maldade humana.
A vida de Margarida Rosa, uma jovem ribatejana apaixonada por animais e pela arte da falcoaria, dá uma volta de 180 graus no dia em que é violada e assiste ao homicídio do pai. Com receio de ser também morta, e com o desejo de esquecer tudo o que tinha passado, Margarida Rosa foge para Lisboa, com a firme decisão de nunca mais pisar a sua terra natal. Como a vida dá muitas voltas, 14 anos depois, Margarida Rosa, agora já com uma nova identidade, Vitória, regressa à casa de família dos seus violadores. É enfermeira e fisioterapeuta da mãe desses homens, Catarina, que sofreu um AVC e está em recuperação. Apesar da dureza de carácter, Catarina, a matriarca da família Santa Cruz, deixa-se prender pela simpatia e pela dedicação de Vitória. Fará tudo por ela até ao momento em que percebe que a sua vida pode pôr em risco a vida dos próprios filhos.
Carlos, o capataz da Herdade do Cruzeiro, herdade dos Santa Cruz, namorado de adolescência de Vitória, reconhece-a de imediato, apesar da sua profunda alteração física e psicológica. Depois de saber o que aconteceu 14 anos antes, Carlos põe-se à sua disposição para a descoberta de toda a verdade, com uma única condição: não quer participar em vinganças. No entanto, no decurso da novela, Vitória será constantemente surpreendida com o que é capaz de fazer para vingar a morte do pai e pela forma como uma paixão recente, mas intensa, lhe permite retomar o curso normal da sua vida, de certa forma em suspenso desde a violação.
Esta protagonista, fruto do seu passado, fará muitas coisas criticáveis mas, em boa verdade, será impossível não simpatizar com ela. Apesar do seu percurso sinuoso, consegue vencer os seus medos e os seus inimigos.

## Elenco
| Ator/Atriz          | Personagem                             | Fases                  | Fases                  | Fases                  |
| Ator/Atriz          | Personagem                             | 1                      | 2                      | 3                      |
| ------------------- | -------------------------------------- | ---------------------- | ---------------------- | ---------------------- |
| Sara Barradas       | Vitória Santareno / Margarida Rosa     | Protagonista Principal | Protagonista Principal | Protagonista Principal |
| Pedro Sousa         | Mateus Costa de Santa Cruz             | Antagonista Principal  | Antagonista Principal  | Antagonista Principal  |
| Pedro Teixeira      | Marcos Costa de Santa Cruz             | Antagonista            | Antagonista            | Antagonista            |
| Filipe Vargas       | Lucas Costa de Santa Cruz              | Protagonista           | Protagonista           | Protagonista           |
| Isaac Alfaiate      | João Costa de Santa Cruz               | Antagonista            | Protagonista           | Protagonista           |
| Maria José Paschoal | Catarina Costa de Santa Cruz           | Co-Antagonista         | Co-Antagonista         | Participação           |
| João Vicente        | Carlos Paulo Branco Reis/de Santa Cruz | Co-Protagonista        | Co-Protagonista        | Co-Protagonista        |
| Mafalda Marafusta   | Maria Isabel Romão                     | Co-Protagonista        | Co-Protagonista        | Co-Protagonista        |
| Madalena Aragão     | Ana Catarina Santos de Santa Cruz      | Co-Protagonista        | Co-Protagonista        | Co-Protagonista        |
| Ana Sofia Martins   | Carla Isabel Silva                     | Regular                | Regular                | Ausente                |
| Maya Booth          | Rita Paiva do Amaral                   | Regular                | Regular                | Regular                |
| Inês Herédia        | Isabela Fonseca dos Santos             | Regular                | Regular                | Regular                |
| Ana Bustorff        | Elvira de Jesus Fonseca dos Santos     | Regular                | Regular                | Regular                |
| Luís Esparteiro     | Alfredo Paulo Reis                     | Regular                | Regular                | Regular                |
| Marina Mota         | Joana Branco Reis                      | Regular                | Regular                | Regular                |
| Leonor Seixas       | Patrícia Fontes                        | Regular                | Regular                | Regular                |
| Marta Faial         | Sandra Isabel Silva                    | Regular                | Regular                | Regular                |
| Rodrigo Paganelli   | Hugo Paulo Branco Reis                 | Regular                | Regular                | Regular                |
| Diogo Lopes         | Nuno da Costa Duarte                   | Regular                | Regular                | Regular                |
| Anna Eremin         | Madalena Curto                         | Ausente                | Regular                | Regular                |
| Pedro Hossi         | António da Costa Machado               | Ausente                | Participação           | Regular                |
| Henrique Mello      | Daniel                                 | Ausente                | Adicional              | Adicional              |
| Luís Henrique       | Diogo Santa Cruz                       | Infantil               | Infantil               | Infantil               |
| Maria Marques       | Pilar Santa Cruz                       | Infantil               | Infantil               | Infantil               |
| Sérgio Silva        | Fernando Paiva do Amaral               | Adicional              | Adicional              | Ausente                |
| Luís Lucas          | Dr. Jaime Cartaxana                    | Adicional              | Adicional              | Adicional              |
| Diogo Martins       | Cheirinhos                             | Adicional              | Adicional              | Adicional              |
| Miguel Bugalho      | Pablo                                  | Adicional              | Adicional              | Ausente                |
| Eunice Muñoz        | Cacilda                                | Participação           | Participação           | Ausente                |
| Leonor Alcácer      | Lúcia                                  | Adicional              | Ausente                | Ausente                |
| Pompeu José         | Guilherme                              | Adicional              | Ausente                | Ausente                |
| Pedro Giestas       | Adriano                                | Adicional              | Ausente                | Ausente                |
| Fredy Costa         | Álvaro Freitas                         | Ausente                | Adicional              | Ausente                |
| Tiago Retrê         | Fonseca                                | Ausente                | Ausente                | Adicional              |
| Sofia Baessa        | Raquel Freitas                         | Ausente                | Ausente                | Adicional              |
| Núria Madruga       | Camila                                 | Ausente                | Ausente                | Adicional              |

## Lista de fases
| Resumo | Resumo | Episódios | Episódios | Originalmente exibido | Originalmente exibido |
| Resumo | Resumo | Episódios | Episódios | Estreia da temporada  | Final da temporada    |
| ------ | ------ | --------- | --------- | --------------------- | --------------------- |
|        | 1      | 78        | 78        | 23 de março de 2020   | 20 de junho de 2020   |
|        | 2      | 37        | 37        | 22 de junho de 2020   | 4 de agosto de 2020   |
|        | 3      | 67        | 67        | 5 de agosto de 2020   | 26 de outubro de 2020 |

## Ao Vivo
Perante o sucesso de Quer o Destino, os cantores da banda sonora e os atores da telenovela reuniram-se para um evento especial no qual a TVI que se realizou na tarde de sábado, a 5 de setembro de 2020, sendo transmitido das 14h00 até às 20h00, estúdios da Plural, na Quinta dos Melos, em Bucelas. Pedro Teixeira e Ana Sofia Martins foram os apresentadores da emissão especial. A emissão garantiu 5.1 de audiência média e 16.2% de share, com 486.900 espectadores. No melhor momento, o direto chegou aos 6.8/19.1%.

## Audiências
Na estreia, a 23 de março de 2020, Quer o Destino marcou 11.0 de rating e 19.1% de share, com cerca de 1 milhão e 046 mil espectadores, na vice-liderança, sendo um dos piores resultados de uma estreia de uma telenovela da TVI.
No segundo episódio, a trama adaptada de Helena Amaral aguenta a audiência de estreia com 11.0 de rating e 19.0% de share, com cerca de 1 milhão e 038 mil espectadores.
Ao quarto episódio, e depois de ter registado uma queda no dia anterior, Quer o Destino cresce para os números da estreia, batendo recorde de share, com 11.0 de rating e 19.4% de share, fidelizando cerca de 1 milhão e 046 mil espectadores.
Ao sexto episódio, e sem a concorrência da habitual líder, a trama protagonizada por Sara Barradas ascende à liderança, batendo recordes de audiência ao registar 12.4 de rating e 22.2% de share, fidelizando cerca de 1 milhão e 171 mil espectadores.
No sábado seguinte, a novela adaptada do original chileno voltou a aproveitar a ausência da novela líder para bater novo recorde de audiência média ao registar 13.0 de rating e 21.8% de share, fidelizando cerca de 1 milhão e 229 mil espectadores. O episódio chegou a liderar durante a sua emissão e já perto do final, às 22h44, a TVI bateu nos 13.8 de rating e 24.4% de share, com mais de 1 milhão 300 mil espectadores sintonizados no canal.
A 18 de abril, também sábado, Quer o Destino bate recorde de audiência e volta a liderar face à concorrência. Em média, foram cerca de 1 milhão e 270 mil espectadores ligados no canal, o que correspondeu a 13.4 de rating e 22.5% de share.
Uma semana mais tarde, Quer o Destino conquista um feito inédito ao liderar a tabela dos mais vistos desse dia. Para essa conquista, contribui mais um recorde de audiência média e de share, com 14.2 e 23.9%, respetivamente. Em média, foram 1 milhão e 349 mil espectadores que acompanharam o episódio. O pico também foi o maior de sempre, com 15.1 de rating e 25.4% de share.
A 30 de julho de 2020, quinta, episódio que Vitória revela sua verdadeira identidade a todos, Quer o Destino marcou 12.3 de rating e 23.7% de share. Foram 1 milhão e 161 mil espectadores, com um pico de 13.1 de rating e 24.9% de share.
A 5 de agosto, quarta, inicio da última fase, Quer o Destino bate recorde de audiência e liderou perante face à concorrência. Com 1 milhão e 237 mil espectadores, com 13.1 de rating e 25.7% de share. No melhor momento, a novela chegou aos 13.9 de rating e 28.0% de share.
No dia 26 de outubro de 2020, segunda, o último episódio de Quer o Destino, regista 11.3 de rating e 25.0% de share, com cerca de 1 milhão e 071 mil espectadores, na vice-liderança.
| Média | Média    | Episódios exibidos | Rating | Share | Ref.   |
| ----- | -------- | ------------------ | ------ | ----- | ------ |
| 2020  | Março    | 8                  | 11.1   | 19.0% | [ 15 ] |
| 2020  | Abril    | 26                 | 11.8   | 19.8% | [ 16 ] |
| 2020  | Maio     | 26                 | 11.8   | 21.2% | [ 17 ] |
| 2020  | Junho    | 26                 | 10.9   | 20.3% | [ 18 ] |
| 2020  | Julho    | 27                 | 11.5   | 22.2% | [ 19 ] |
| 2020  | Agosto   | 28                 | 12.3   | 23.6% | [ 20 ] |
| 2020  | Setembro | 26                 | 11.5   | 24.7% | [ 21 ] |
| 2020  | Outubro  | 19                 | 10.4   | 24.3% | [ 22 ] |
| Total | Total    | 182                | 11.4   | 21.9% |        |

## Prémios
| Ano  | Prémio                   | Categoria         | Resultado | Ref.          |
| ---- | ------------------------ | ----------------- | --------- | ------------- |
| 2021 | Emmy Internacional 2021  | Melhor Telenovela | Indicado  | [ 23 ] [ 24 ] |
| 2021 | Troféus Televisão Im̟pala | Melhor Telenovela | Indicado  | [ 25 ]        |